# Kathryn Johnson (hockey sur gazon, 1967)
Pour les articles homonymes, voir Johnson.
Pour joueuse américaine de rugby à XV, voir Kathryn Johnson (rugby à XV).
Kathryn Johnson, née le 21 janvier 1967 à King's Lynn, est une joueuse britannique de hockey sur gazon.
Elle fait partie de l'équipe de Grande-Bretagne de hockey sur gazon féminin médaillée de bronze des Jeux olympiques de 1992 à Barcelone.